# Švica
Švica je naselje u Hrvatskoj, u Ličko-senjskoj županiji. 

## Zemljopis
Švica,  se nalazi na cesti koja vodi prema Kuterevu i Krasnu, odnosno Kompolju. Posebno je slikovito gornje Švičko jezero bogato ribom kao i ostaci starih mlinica.

## Stanovništvo
- 2001. – 526
- 1991. – 558 (Hrvati – 523, Srbi – 20, ostali – 15)
- 1981. – 513 (Hrvati – 444, Srbi – 26, Jugoslaveni – 24, ostali – 19)
- 1971. – 604 (Hrvati – 564, Srbi – 37, ostali – 3)

## Povijest
U srednjem vijeku Švica je bila u posjedu krčkih knezova Frankopana.
Godine 1444. knez Žigmund Frankopan darovao je samostanu svete Jelene kod Senja jedan pusti mlin u Švici.

## Kultura
Crkva u Švica zove se Sv. Ivana Krstitelja. Crkva je sagrađena 1772. Škola u Švici sagrađena je 1830. godine.

## Poznate osobe
- Vladimir Varićak, matematičar

## Zanimljivosti
Jedna od najstariji hidrocentrala Hrvatske nalazi se u Švici, sagrađena je 1935. godine.